# Río Azul (Maya-Ruinen)
Río Azul ist eine bedeutende archäologische Stätte der klassischen Mayakultur im Río Azul National Park im Departamento Petén, Guatemala unweit der Grenze zu Mexiko und Belize.

## Kurzbeschreibung
Für Río Azul sind mittelpräklassische Bauwerke belegt. Damit gehört es mit Tikal, Yaxha, Dzibilchaltún, Yaxuná, Cuello und Cahal Pech zu den Zentren dieser Zeit. Belegt sind auch Meliorationsmaßnahme in den lokalen Sümpfen zur Gewinnung und Bewirtschaftung von Ackerland. Río Azul konnte zwar zu einer frühen Regionalmacht aufsteigen, verlor aber seine Souveränität wie die umliegenden Zentren auch früh an Tikal. Im 4. Jahrhundert hatte Teotihuacan einen starken Einfluss. So setzte der Abgesandte aus Teotihuacan, Siyaj K’ak’, im Jahre 379 Nuun Yax Ayiin I. als Herrscher Tikals und Herr über die Fürsten von Uaxactún und Río Azul ein.
Ein besonders schönes Beispiel für die kosmologische Verknüpfung der Maya mit dem Tod stellen die Gräber des 5. Jahrhunderts in Río Azul dar. In Herrscher-Grab Nr. 12 unterhalb von Gebäude A-4 wurden die Kanten mit roter Farbe bestrichen und die Wände mit Hieroglyphen geschmückt. Dazu gehören unter anderem nach Ausrichtung der Himmelsrichtung die Namensglyphen selbiger. In Grab Nr. 23 wurde ebenfalls ein Adliger der Oberschicht bestattet, es zeichnet sich durch umfangreiche Grabbeigaben in Form von Tongefäßen sowie die Namensglyphe der Mondgöttin aus.
In Río Azul, das auch ein bedeutendes Nah- und Fernhandelszentrum war, wurden beidseitig des Flusses über 5000 Gebäude errichtet. Im 9. Jahrhundert war der Ort vollständig verlassen.

## Erforschung
Der Ort wurde 1962 entdeckt und war in den 1970er bis in die frühen 80er Jahre Ziel zahlreicher Raubgrabungen. Ian Graham und Richard Adams brachten von 1981 bis 1987 nacheinander und unabhängig voneinander die Erforschung und Dokumentation der archäologischen Stätte voran.